# Lituania en los Juegos Olímpicos de Nagano 1998
Lituania estuvo representada en los Juegos Olímpicos de Nagano 1998 por un total de 7 deportistas que compitieron en 4 deportes.  
El portador de la bandera en la ceremonia de apertura fue el patinador artístico Povilas Vanagas. El equipo olímpico lituano no obtuvo ninguna medalla en estos Juegos.